# Medicine Lake Volcano
Der Medicine Lake Volcano ist ein im nordöstlichen Kalifornien befindlicher großer Schildvulkan, der zum Vulkanbogen der Kaskadenkette gehört. Der höchste Punkt ist Mount Hoffman mit 2414 m.

## Geologischer Überblick
Der auf dem Modoc-Plateau gelegene Medicine Lake Volcano (abgekürzt MLV) befindet sich rund 50 Kilometer hinter (d. h. östlich) der südlichen Kaskadenhauptkette und nimmt somit eine Reararc-Position ein. Im Modoc-Plateau überlagern sich die geodynamischen Auswirkungen der Subduktion der Gordaplatte in der Cascadia-Subduktionszone mit der Ost-West-orientierten krustalen Dehnungstektonik der Basin and Range Province. Diese beiden Faktoren kontrollieren daher sowohl die Struktur als auch die magmatische Entwicklung des Schildvulkans.
Im regionalen Bruchmuster kommt der Vulkan in einer Knickzone zu liegen. Außerdem wird er von einer krustalen Schwächezone durchquert, die ihn nach Südwesten mit dem Mount Shasta verbindet und in einer Aneinanderreihung von Förderschloten ihren geomorphologischen Ausdruck findet. Ferner treffen am Medicine Lake Volcano das Nordwestende der Walker Lane Fault Zone – einer tektonischen Bruchzone – und das Südende des Klamath-Grabens aufeinander.

## Beschreibung
Der 1000 Meter mächtige Schildvulkan misst 35 Kilometer in Ost-West-Richtung und 45 bis 50 Kilometer in Nord-Süd-Richtung. Er bedeckt eine Oberfläche von mehr als 2000 Quadratkilometer. Seine Unterlage ist durch sein auflagerndes Gewicht in der Mitte des Vulkans um 500 Meter eingesunken. Der Vulkan wird vorwiegend von Lavaflüssen basaltischer und basaltandesitischer Zusammensetzung aufgebaut. In seinem Zentrum befindet sich eine 7 × 12 Kilometer messende, in Ost-West-Richtung ausgelängte Caldera. Am Ostrand der Caldera sitzt der nahezu vegetationslose Big Glass Mountain auf, eine geologische Rarität, der aus einem rund 1000 Jahre alten Obsidianfluss rhyolithischer bis dazitischer Zusammensetzung aufgebaut wird. An der Nordostflanke des Vulkangebäudes liegt das Lava Beds National Monument.
Der Schildvulkan erhebt sich 1200 Meter über das Modoc-Plateau und erreicht im Mount Hoffman eine Höhe von 2414 Meter (manchmal werden auch nur 2376 Meter angegeben). Das Gesamtvolumen der Lavaflüsse am Medicine Lake Volcano wird auf 600 Kubikkilometer geschätzt, womit er volumenmäßig unter den Vulkanen der Kaskadenkette an erster Stelle rangiert, gefolgt vom Newberry Volcano in Oregon.
Der Medicine Lake Volcano ist seit 500.000 Jahren aktiv. Seine Ausbrüche erfolgten im Gegensatz zum explosiven Mount Saint Helens überwiegend ruhig und bedeckten seine Flanken mit zahllosen Basaltströmen. Der gleichnamige 1 × 2 Kilometer große See Medicine Lake ist erst  später in der riesigen schüsselförmigen Caldera entstanden.
Es wird vermutet, dass der Medicine Lake Volcano in seiner Evolution ungewöhnlich ist, da er anstatt einer einzigen Magmakammer über mehrere kleine Magmenkammern verfügt.

## Entwicklungsgeschichte
Insgesamt konnten am Medicine Lake Volcano 208 vulkanische Einheiten kartiert werden. Donnelly-Nolan und Kollegen (2008) unterteilen deren Entwicklung mittlerweile in 5 Stadien:
- Stadium 1 – 500.000 bis 300.000 Jahre BP (Mittelpleistozän) – früher Si-reicher Vulkanismus
- Stadium 2 – 300.000 bis 180.000 Jahre BP (ausgehendes Mittelpleistozän) – Vorstadium des Dazittuffs von Antelope Well
- Stadium 3 – 180.000 bis 100.000 Jahre BP (ausgehendes Mittelpleistozän und Endpleistozän) – Calderarandkonstruktion
- Stadium 4 – 100.000 bis 12.500 Jahre BP (Endpleistozän) – große Basaltflüsse
- Stadium 5 – 12.500 Jahre BP bis heute (Holozän) – postglazialer Vulkanismus

### Stadium 1
Mit der Bildung von Rhyolith östlich des Glass Mountain setzte das Wachstum des Medicine Lake Volcano vor 475.000 ± 29.000 Jahren BP ein. Chemisch vergleichbare rhyolithische Magmen mit einem SiO2-Gehalt von 75 bis 77,2 Volumenprozent und einem niedrigen δ18O von 6,3 ‰ wurden im ersten Stadium in der Entwicklungsgeschichte des Vulkans immer wieder geliefert (insgesamt 6 weitere Rhyolithe). Hinzu gesellten sich 2 Basalte um 445.000 Jahre BP, 2 aluminiumreiche ozeanische Tholeiite (HAOT), 4 Basaltandesite sowie 3 Andesite.

### Stadium 2
Das Stadium 2 wurde von 25 basaltischen und 13 andesitischen Lavaströmen dominiert, die vorwiegend an der Nordwest- und Westflanke austraten. Gegen Ende des Stadiums erfolgten dann 7 dazitische Eruptionen sowie eine rhyolithische Eruption. Die Dazite kulminierten im dazitischen Aschenfluss von Antelope Well, der das Stadium 2 beendete und mit 171.000 ± 43.000 Jahre BP datiert werden konnte. Dieser Tuff ist die einzige Einheit am Medicine Lake Volcano, die über den gesamten Vulkan verbreitet ist und somit einen wichtigen stratigraphischen Leithorizont darstellt.

### Stadium 3
Während des Stadiums 3 bildeten sich rund 40 % aller vulkanischen Einheiten am Medicine Lake Volcano, überwiegend Basalte und Andesite (32 Basalte, 9 HAOT, 27 Basaltandesite und 20 Andesite, jedoch nur 1 Dazit und 1 Rhyolith). Gegen Ende des Stadiums entstand die Caldera entlang bogenförmiger Verwerfungen, an denen sich dann Förderschlote ansiedelten und den Calderarand aufbauten. Gefördert wurden hierbei Si-reiche, aphyrische, gering viskose Andesite, die sowohl in die Caldera hinein als auch über ihren Nord- und Südrand nach außen abflossen. Diese Andesite wurden eiszeitlich überprägt, erkennbar an Karen. Erwähnt sei der außerhalb des Vulkans liegende primitive Basaltstrom des Damons Butte, der mit 144.000 ± 15.000 Jahren BP datiert wurde.

### Stadium 4
Stadium 4 zeichnet sich eindeutig durch eine Vormacht an Basalten aus (16 Basalte, 6 HAOTund 4 Basaltandesite, aber nur 2 Andesite, 1 Dazit und 1 Rhyolith). Die Basalte besaßen eine sehr hohe Fluidität und überdeckten daher große Areale, insbesondere im tieferen Flankenbereich auf der Ostseite des Vulkans. Beispiele hierfür sind der Basaltstrom vom Yellowjacket Butte mit 300 Quadratkilometer, der Lake Basalt mit rund 150 Quadratkilometer, der Basalt von Tionesta mit mehr als 140 Quadratkilometer und der Basaltstrom vom Mammoth Crater mit mehr als 225 Quadratkilometer. Der einzige Dazit dieses Stadiums wurde bereits sehr früh gebildet, der einzige Rhyolith jedoch erst gegen 30.000 Jahre BP. Letzterer baut den Gipfel des Mount Hoffman am nordöstlichen  Calderarand auf.

### Stadium 5
Seit dem Beginn des Holozäns vor rund 12.500 Jahren verlief die Fördertätigkeit am Medicine Lake Volcano episodisch. Insgesamt kamen 18 vulkanische Einheiten zur Eruption, darunter 7 Basalte, 2 HAOT, 3 Basaltandesite, 1 Andesit, 2 Dazite und 3 Rhyolithe. Um 12.500 Jahre BP lieferten in einem Zeitraum von mehreren hundert Jahren acht Eruptionen rund 5,3 Kubikkilometer basaltischer und basaltandesitischer Lava. Besonders erwähnenswert ist die große Eruption des Giant Crater. Der basaltische Magmatismus dieser Phase erklärt sich womöglich durch das Abschmelzen der 150 Meter mächtigen Eisbedeckung zu Beginn des Holozäns, die zu einem Druckabfall in der Magmakammer geführt hatte.
Hierauf folgte ein längerer Hiatus von 7000 Jahren, der erst um 5000 Jahre BP von zwei Dazitausbrüchen beendet wurde. Um 3000 Jahre BP folgten ein Basalt an der Nordflanke und ein Andesit an der Südflanke. Zwischen 1250 und 950 Jahre BP war der Vulkan erneut sehr aktiv und produzierte in fünf Ausbrüchen 2,5 Kubikkilometer an Lava basaltischer und schließlich rhyolithischer Zusammensetzung. Diese Rhyolithe der Schlussphase sind wesentlich ärmer an SiO2 als die Rhyolithe des ersten Stadiums, ihr δ18O-Gehalt ist jedoch höher (bis zu + 8,5 ‰). Sie sind reich an Phänokristallen und enthalten abgeschreckte mafische Einschlüsse, was auf einen tieferen Entstehungsbereich hindeutet.

## Räumliche Verteilung der Vulkanite
Generell dominieren mafische Magmen auf den Flanken des Volkans, dennoch ist seit dem mittleren Pleistozän das gesamte, von Basalt bis Rhyolith reichende Magmenspektrum vertreten. Auf dem unteren Flankenabschnitt herrschen vorwiegend basaltische und einige andesitische Laven vor. In höheren Lagen des Vulkans fehlen Basalte, dafür werden überwiegend Andesite, Rhyolithe und selten auch Dazite angetroffen.
Die Lavaströme in höheren Lagen am Lake Medicine Volcano finden sich sowohl innerhalb wie außerhalb der Caldera, darunter zahlreiche Rhyolithe und Dazite. Aschenkegel und assoziierte Lavaströme aus Basalt und basaltischem Andesit entstammen aber Förderschloten des Flankenbereichs. Die meisten Schlote folgen krustalen Schwächezonen, die von Nordost über Nord nach Nordwest ausgerichtet sind.

## Petrologie
Die HAOT (46 bis 50,5 Gewichtsprozent SiO2), Basalte, Basaltandesite (49 bis 58 Gewichtsprozent SiO2), Andesite (51 bis 62 Gewichtsprozent SiO2), Dazite (64 bis 69 Gewichtsprozent SiO2) und Rhyolithe (72 bis 76 Gewichtsprozent SiO2) des Medicine Lake Volcano stellen eine typische kalkalkalische Differentiationsabfolge dar. Mit steigendem SiO2-Gehalt zeigen ihre Magmatite  einen Anstieg im 87Sr/86Sr-Verhältnis, der sich durch progressive Assimilation felsischer Krustengesteine in die aus dem Erdmantel stammenden Magmen erklären lässt. Überdies erlauben erhöhte Werte an inkompatiblen Elementen wie beispielsweise Rubidium (in HAOT 0 bis 5 ppm, in Basaltandesit 5 bis 70 ppm, in Andesit 10 bis 85 ppm, in Dazit 105 bis 125 ppm und in Rhyolith 140 bis 160 ppm) die Schlussfolgerung, dass eine fraktionierte Kristallisation allein für diesen Anstieg nicht verantwortlich gewesen sein konnte, sondern sie musste zusätzlich von einem Assimilationsprozess Si-reicher Gesteine (wie feldspatreiche Sandsteine und Rhyolithe) begleitet worden sein. Eine Fraktionierung allein (von Olivin, Plagioklas und Klinopyroxen) kann nur die beobachtete Variabilität innerhalb der HAOT hervorbringen, eine zusätzliche Assimilationsrate von 11 bis 40 % kann aber sehr wohl die Andesite und eine Assimilationsrate von über 40 % die Basaltandesite produzieren.
Zusammen auftretende basaltische und rhyolithische Magmen verweisen außerdem auf Magmenmischung. Die in ihrer Zusammensetzung abgesonderten Dazite dürften wahrscheinlich nur durch Vermischung von basaltischen und rhyolitischen Magmen erklärbar sein. Erhärtet wird letztere Vermutung durch vermischte Dazit- und Rhyolithlaven sowie durch sich im Ungleichgewicht befindende Phänokristalle in Basaltandesit und Dazit. So finden sich in einer einzigen Probe magnesiumreicher Olivin (Fo90), calciumreicher Plagioklas (An85), umgekehrt zonierter Orthopyroxen mit eisenreichem Kern und Labradoritrand.
Erhöhte Werte an kompatiblen Elementen wie z. B. Nickel in Basaltandesit (bis 150 ppm) und Andesit (bis 55 ppm) sind offensichtlich Mischvorgängen von HAOT- (bis 255 ppm) und Rhyolithmagma (bis 20 ppm) zu verdanken.

## Caldera

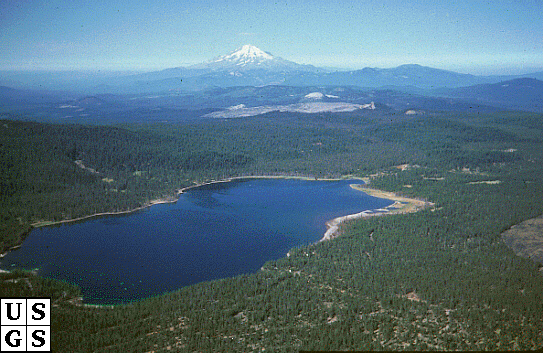
Der in der Caldera des Medicine Lake Volcano gelegene Medicine Lake, im Hintergrund Mount Shasta

Die Caldera entstand durch Einsturz, wahrscheinlich nachdem ein großes Volumen an Andesiten an Schloten entlang des Calderarands gefördert worden war. Sie misst 7 × 12 Kilometer und enthält in ihrem Innern den Medicine Lake. Die Anordnung der spätpleistozänen Schlote vorwiegend entlang des Calderarands suggeriert, dass zum Zeitpunkt des Ausbruchs der Andesite bereits konzentrische Verwerfungen (Englisch ring faults) vorhanden waren. Bisher konnte aber keiner der Ausbrüche definitiv mit dem Calderaeinsturz korreliert werden. Der einzige Ausbruch, der Aschenflusstuffe produzierte, der Dazit von Antelope Well, stammt aus dem späten Pleistozän. Sein Volumen ist aber zu gering, um die Bildung der riesigen Caldera rechtfertigen zu können. Ein späterer Erklärungsversuch sieht den Einsturz als Antwort auf wiederholte Extrusionen mafischer Lava, die sich bereits früh in der Entwicklungsgeschichte des Vulkans ereignet hatten (d. h. in etwa vergleichbar mit der Bildung der Caldera am Kilauea in Hawaii). Es ist wahrscheinlich, dass mehrere kleinere Magmenkörper über eine Verknotung von Gängen und Lagergängen miteinander in Verbindung standen und von diesen gefüllt wurden.

## Big Glass Mountain

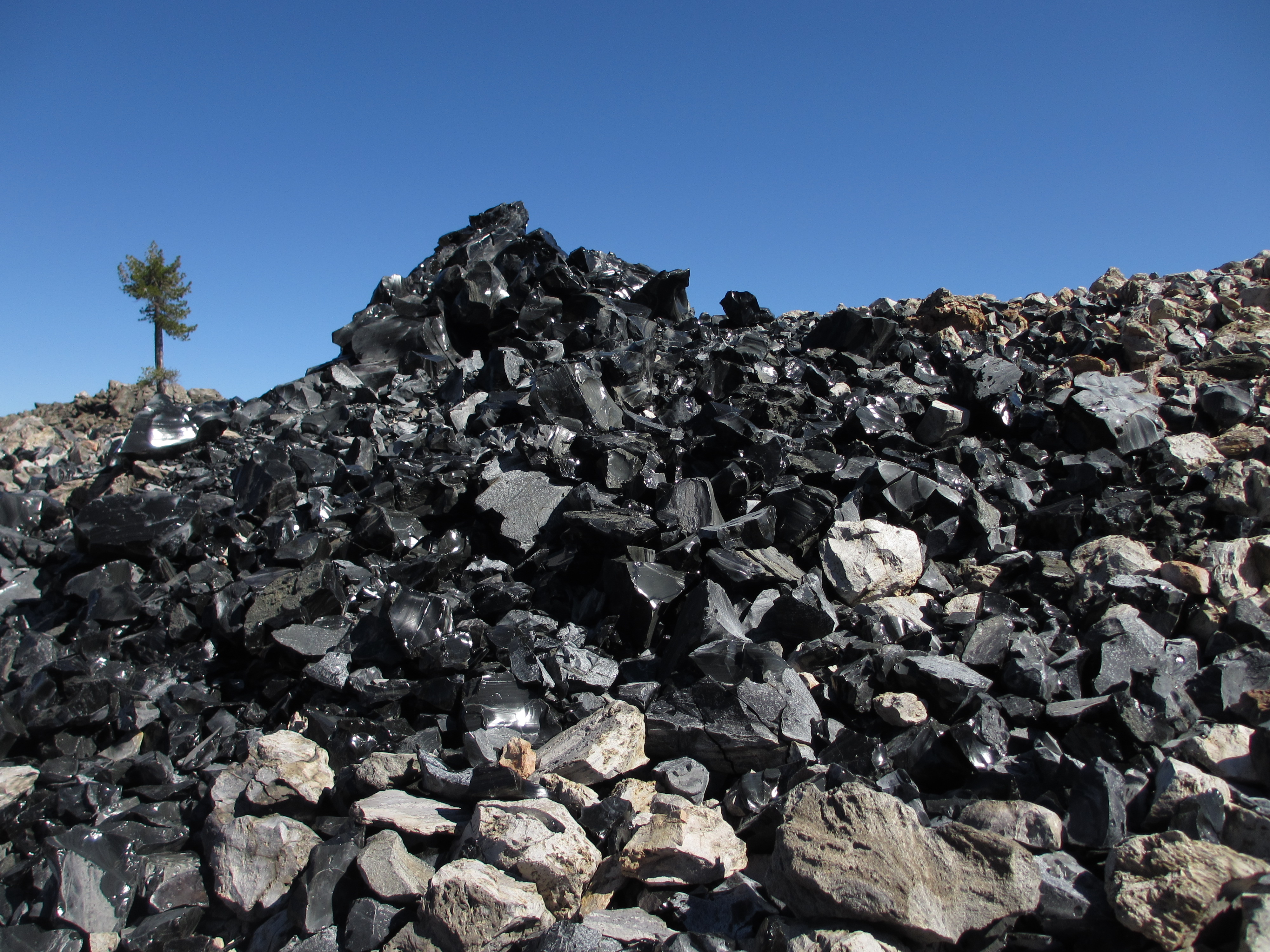
In Blöcke zerfallener Obsidianstrom am Big Glass Mountain

Der letzte Ausbruch ereignete sich vor rund 1000 Jahren am Ostrand der Caldera, als am Big Glass Mountain Rhyolith- und Dazitmagmen ausflossen. Der Big Glass Mountain besteht aus einem spektakulären, nahezu baumlosen, steilwandigen Obsidianstrom, der etwas außerhalb des östlichen Calderarands austrat und die steile Nordostflanke des Medicine Lake Volcano hinunterfloss.